# Bowness-on-Solway
Bowness-on-Solway lub Bowness – wieś i civil parish w Anglii, w Kumbrii, w dystrykcie (unitary authority) Cumberland. Leży 19 km na zachód od miasta Carlisle i 434 km na północny zachód od Londynu. W 2011 roku civil parish liczyła 1126 mieszkańców.